# Deyanira (nombre)
Deyanira o Deyanire  es nombre de pila de mujer, en su variante en español. Proviene del Griego  Δηϊάνειρα o Δῃάνειρα que significa La que vence a los héroes, en la mitología griega Deyanira fue la tercera esposa de Heracles.

## Variantes
- Yanira[2] (diminutivo).

| Variantes en otras lenguas | Variantes en otras lenguas |
| -------------------------- | -------------------------- |
| Español                    | Deyanira                   |
| Alemán                     | Dejanira                   |
| Catalán                    | Dejanira                   |
| Griego                     | Δηιάνειρα                  |
| Esperanto                  | Dejaniro                   |
| Persa                      | سیارک ۱۵۷                  |
| Francés                    | Déjanire                   |
| Gallego                    | Deyanira                   |
| Húngaro                    | Dejanira                   |
| Inglés                     | Deianira, Dejanira         |
| Italiano                   | Deianira                   |
| Polaco                     | Dejanira                   |
| Portugués                  | Dejanira                   |

## Personajes célebres
- Deyanira, tercera esposa de Hércules
- Deyanira África Melo, escultora mexicana
- Deyanira Rubí, personaje cómico interpretado por Roxana Castellanos